# 施泰因-博肯海姆
施泰因-博肯海姆是德国莱茵兰-普法尔茨州的一个市镇。总面积5.55平方公里，总人口682人，其中男性314人，女性368人（2011年12月31日），人口密度123人/平方公里。